# Институт катализа имени Г. К. Борескова СО РАН
Федеральное государственное бюджетное учреждение науки "Федеральный исследовательский центр "Институт катализа им. Г. К. Борескова Сибирского отделения Российской академии наук" (Институт катализа СО РАН) — крупнейший научно-исследовательский центр России, специализирующийся в области катализа.
Совместно с другими институтами и промышленными предприятиями России, Институт в течение многих лет проводил работы по усовершенствованию существующих, а также разработке и внедрению новых катализаторов, материалов и технологий для широкого спектра производств отечественной промышленности.
Из-за вторжения России на Украину, институт находится под международными санкциями всех стран Евросоюза, США, Великобритании и ряда других стран

## История
Институт катализа был основан в июне-июле 1958 года в составе Сибирского отделения Академии наук СССР. Организации Института предшествовало Постановление Пленума ЦК КПСС от 7 мая 1958 г. «Об ускоренном развитии химической промышленности и особенно производства синтетических материалов и изделий из них для удовлетворения потребностей населения и нужд народного хозяйства». За ним последовали Постановление Президиума Академии наук СССР № 395 от 27 июня 1958 г. и Постановление ЦК КПСС и Совета министров СССР № 795 от 23 июля 1958 г. об организации Института катализа в строящемся Новосибирском Академгородке.
Создателем и первым директором Института до 1984 года был академик Георгий Константинович Боресков, выдающийся учёный в области катализа и химической технологии, крупный организатор науки, основатель научной школы гетерогенного катализа. В 1991 году Институту присвоено его имя. Основные направления деятельности Института, сформулированные Г. К. Боресковым, включали разработку теории катализа, научных основ приготовления катализаторов, разработку и усовершенствование промышленных каталитических процессов, развитие методов математического моделирования каталитических реакторов.
В 1969 г. Институт катализа Сибирского отделения АН СССР награждён Орденом Трудового Красного Знамени за «успехи в развитии химической науки и подготовку высококвалифицированных научных кадров». Важную роль в награждении сыграло успешное решение технологических вопросов, выполненное сотрудниками отдела математического моделирования института под руководством члена-корреспондента АН СССР М. Г. Слинько, в сотрудничестве с бельгийским концерном Union Chemie Belge по программе «Синтез нитрила акриловой кислоты окислительным аммонолизом пропилена».
Предваряя современные идеи технопарков, ещё в середине 60-х годов прошлого столетия Председатель Президиума СО АН СССР, Вице-президент Академии наук СССР, академик М. А. Лаврентьев предложил создать в районе Новосибирского научного центра, так называемый, «пояс внедрения» — ряд отраслевых конструкторских и технологических организаций, выполняющих роль активного промежуточного звена между наукой и производством. Идея создания в «поясе внедрения» Специального конструкторско-технологического бюро катализаторов принадлежала директору Института катализа СО АН СССР академику Г. К. Борескову. Министерство химической промышленности СССР поддержало эту идею, и в 1970 году, под руководством Г. К. Борескова и его заместителя Р. А. Буянова, началось строительство СКТБ катализаторов с опытным производством. Научное руководство деятельностью СКТБ катализаторов осуществлял Институт катализа, финансовое и административное — Минхимпром.
За время сотрудничества, которое продолжается до настоящего времени, реализованы промышленные технологии и изготовлены опытные и опытно-промышленные партии широкого ассортимента катализаторов и носителей. Объёмы выпуска продукции выросли от сотен килограммов до сотен тонн. Катализаторы, носители и адсорбенты, разработанные совместно Институтом катализа и СКТБ катализаторов, имеющие шифр ИКТ (например, ИКТ-02-6, ИКТ-3-11, ИКТ-3-20, ИКТ-12-8, ИКТ-7-10, ИКТ-12-40 и др.), широко использовались на предприятиях химического профиля на территории СССР и зарубежных стран. Многие из них остаются в номенклатуре изделий предприятия, преобразованного в 1994 году в Открытое акционерное общество «Катализатор».
В 1971 году Институт катализа возглавил Координационный совет стран СЭВ (НРБ, ПНР, ГДР, ЧССР, СРР, СССР позже вошли СФРЮ, ВНР и Куба) по проблемам промышленного катализа. Деятельность Координационного центра продолжалась до осени 1990 года, когда Совет Экономической Взаимопомощи был распущен. Важным результатом работы Координационного центра стало создание фонда представительных образцов катализаторов и носителей, выпускаемых предприятиями сотрудничающих стран. Фонд насчитывал более 350 наименований образцов носителей и катализаторов с паспортами и сертификатами соответствия качества продукции установленным стандартам. Кроме того, успешно развивались работы по созданию унифицированных методик испытания физико-механических характеристик катализаторов и адсорбентов, усовершенствованию и развитию каталитических технологий. В 1980 году за вклад в международное сотрудничество Институт удостоен международной премии «Золотой Меркурий».
В 1978 году в Омске был организован отдел каталитических превращений углеводородов, преобразованный в 1991 г. в Омский филиал Института катализа. Основное направление деятельности нового подразделения — проведение научных исследований по совершенствованию и созданию новых катализаторов и технологий для самых многотоннажных процессов каталитической переработки углеводородного сырья. За сравнительно короткий срок небольшое подразделение Института катализа превратилось в головную организацию в области нефтепереработки и нефтехимии в системе Российской академии наук- Институт проблем переработки углеводородов - ИППУ СО РАН (с 2003 г.).
В 1984—1995 годах Институт возглавлял академик Кирилл Ильич Замараев, выдающийся российский физико-химик, талантливый педагог. Под его руководством в 1985 г. был создан Межотраслевой научно-технический комплекс (МНТК) «Катализатор», объединивший усилия 25 академических и отраслевых научно-исследовательских институтов, опытно-промышленных катализаторных и машиностроительных производств. Благодаря разработкам МНТК «Катализатор», за 5 лет в стране был на четверть обновлен ассортимент основных промышленных катализаторов и носителей. Были освоены около 30 новых каталитических технологий, в том числе для защиты окружающей среды. Работы, выполненные МНТК «Катализатор», обеспечили в этот период около 90 % всех внедрений в области отечественного промышленного катализа. Многие из разработок оказались настолько эффективными, что их продвижение в российскую промышленность не остановилось даже в условиях экономического кризиса начала 90-х годов.
В 1994 г. постановлением Правительства Российской федерации Институту катализа присвоен статус Государственного научного центра РФ.
Начиная с 1995 года Институтом руководил академик РАН Валентин Николаевич Пармон. Институт продолжает укреплять лидирующие позиции в области науки о катализе, и разработки ряда уникальных катализаторов и процессов для структурной перестройки сырьевой базы химической промышленности и энергетики.
В 2015 году новым директором института избран член-корреспондент РАН Валерий Иванович Бухтияров. В 2016 году В. И. Бухтияров избран в действительные члены Российской академии наук.

## Структура
Сегодня Институт Катализа — крупнейший химический институт Сибирского Отделения с высоким научным потенциалом: около 400 научных сотрудников, в том числе два академика и один член-корреспондент РАН, 73 доктора и 217 кандидатов наук. Входит в тройку институтов РАН химического профиля с самым высоким индексом Хирша (111).
В структуру Института входят девять научно-исследовательских отделов: физико-химических методов исследования, исследования катализаторов, нетрадиционных каталитических процессов, гетерогенного катализа, технологии каталитических процессов, материаловедения и функциональных материалов, тонкого органического синтеза, механизмов каталитических реакций, а также инжиниринговый центр. Каждый отдел имеет четко сформулированные приоритеты в области научно-исследовательской деятельности. Кроме того, ИК СО РАН имеет один экстерриториальный филиал в городе Волгоград, а также филиал в Омске (Центр новых химических технологий ИК СО РАН).

## Основные приоритеты
Ключевая задача инновационной деятельности института — конверсия научных знаний в экономически и социально полезный продукт.

### В области фундаментальных исследований
- In situ исследования состояния катализаторов и механизмов модельных и практически важных каталитических реакций, в том числе протекающих в сверхкритических флюидах
- Разработка методов и алгоритмов прогнозирования каталитического действия, в частности, прогнозирования селективности катализаторов
- Разработка методов и устройств для оперативного скрининга свойств катализаторов в заданных условиях
- Развитие методов нанотехнологий для целенаправленного дизайна катализаторов с заданными свойствами

### В области поисковых задач
- Разработка катализаторов и процессов получения синтез-газа и водорода; а также аккумуляторов водорода, топливных элементов
- Создание катализаторов специальных геометрических форм и процессов на их основе (в том числе с целью снижения содержания драгметаллов)
- Процессы «газ в жидкость» (GTL) — каталитические процессы вовлечения легких алканов в производство олефинов и жидких органических соединений
- Синтез полимерных материалов с заданными свойствами
- Разработка методов модификации полимеров, в том числе наноматериалами, синтез и исследование влияния наномодификаторов.

### В области прикладного катализа
- Создание малотоннажных линий для наработки опытных и опытно-промышленных партий катализаторов (включая сотовые) для оперативного масштабирования.
- Создание гибких технологических стендов для испытания вновь разработанных каталитических процессов по приоритетным направлениям, включая трубчатые реактора и реактора с кипящим слоем катализатора.
- Разработка катализаторов и процессов получения химических продуктов с использованием возобновляемых сырьевых ресурсов
- Разработка каталитических процессов переработки тяжелых нефтяных фракций и тяжелых нефтей.
- Разработка технологии получения биоразлагаемых полимеров
- Разработка новых каталитических процессов синтеза социально-полезных продуктов с вовлечением диоксида углерода.
- Разработка эффективных катализаторов на основе композиционного наноматериала, состоящего из оксидов циркония и вольфрама с добавкой палладия, для получения компонентов автомобильных топлив из гептановой фракции, снижающих вредные выбросы в атмосферу.[12]

## Образовательная деятельность
Интенсивное развитие Института стало возможным в первую очередь благодаря научным школам, сформировавшимся по ряду важнейших направлений, которые в разное время возглавили и возглавляют ведущие учёные института : академик Г. К. Боресков, академик К. И. Замараев, академик В. Н. Пармон, чл.-корр. РАН М. Г. Слинько, чл.-корр. РАН Р. А. Буянов, чл.-корр. РАН В. А. Лихолобов, профессор Ю. И. Ермаков, профессор В. А. Дзисько, профессор Г. М. Жидомиров.
Большое внимание в ИК уделяется развитию кадрового потенциала. В Институте действует научно-образовательный центр, где проходят обучение студенты и аспиранты вузов, проводятся курсы повышения квалификации для работников заводов и предприятий России, преподавателей вузов региона.
Сотрудники Института преподают на базовых кафедрах Факультета естественных наук Новосибирского государственного университета (кафедра катализа и адсорбции, кафедра физической химии), Механико-технологического факультета и Факультета летательных аппаратов (кафедра инженерных проблем экологии) Новосибирского государственного технического университета, студенты проходят в стенах института обучение и дипломную практику.
Действуют аспирантура по специальностям: 02.00.04 физическая химия, 02.00.15 кинетика и катализ, 05.17.08 процессы и аппараты химических технологий.

## Диссертационный совет
Диссертационный совет Д 003.012.01 по защите докторских и кандидатских диссертаций. Совет принимает к защите работы по специальностям:
- 02.00.04 — Физическая химия (химические науки)
- 02.00.15 — Кинетика и катализ (химические науки)

## Санкции
В конце 2020 года Министерство торговли США включило учреждение в секторальный санкционный список, включив центр в список «военных конечных пользователей» что делает его объектом экспортного контроля.
В 2022 году, на фоне вторжения России на Украину, учреждение внесено в санкционный список Евросоюза
10 марта 2022 года центр включён в санкционный список Канады «за роль в содействии или поддержке неспровоцированного и неоправданного вторжения президента Путина в Украину».
3 марта 2022 года учреждение внесено в торговый санкционный список США: согласно правилам экспортного контроля в отношении центра, на все товары, за исключением лекарств и продуктов, требуется получение дополнительной лицензии, при этом действует «политика отказа».
По аналогичным основаниям институт находится в санкционных списках Швейцарии, Австралии, Японии, Украины и Новой Зеландии

## Партнеры
Институт сотрудничает с крупнейшими промышленными корпорациями России, как Газпром, Роснефть, Татнефть, Сибур, Норильский никель, а также с зарубежными компаниями и исследовательскими центрами США, Англии, Германии, Китая, активно участвует в работе и организации международных научных форумов, конференций, выставок, семинаров.

## Награды
Орден Трудового Красного Знамени — 1969 г.
Международная премия «Золотой Меркурий» — 1980 г.
Орден Святого князя Александра Невского 1-й степени за заслуги и большой вклад в развитие отечественной науки — июнь 2007 г.
Работы учёных Института высоко оценены Правительством России и научным сообществом. Ежегодно разработки Института завоевывают дипломы и медали на российских и международных выставках. Более 50 сотрудников удостоены государственных наград, отмечены российскими и международными премиями.